# Žigolo (Hari Rončević)
Žigolo je drugi album hrvatskog pjevača Harija Rončevića koji sadrži 12 pjesama. Objavljen je 1995. godine.

## Popis pjesama
1. "Žigolo"
2. "Sanja"
3. "Pričaš mi"
4. "Buntovnik s razlogom"
5. "Bez naslova"
6. "Ti si moj san"
7. "Lutam"
8. "Marina"
9. "Ti si na zapadu"
10. "A godine prolaze"
11. "Ajde, srećo"
12. "Getanin"